# 카밀루 카스텔루 브랑쿠
카밀루 카스텔루 브랑쿠(포르투갈어: Camilo Castelo Branco, 1825년 3월 16일 ~ 1890년 7월 1일)는 포르투갈의 소설가이다. 리스본 출신으로 통칭 카밀루라고 부른다. 어려서 부모를 잃었으며 만년에 가서는 그의 아들까지 발광(發狂)했고 자기 자신은 실명되어 불치병임을 알자 스스로 권총으로 자살하기까지의 파란 많은 그의 일생은 그 자체가 이미 소설이라고도 할 수 있다. 낭만파의 문호로 풍속 소설의 창시자인 그는 근 260편에 달하는 소설·희곡·시·평론·번역 등을 남겼다. 이 중에서 대표적인 소설은 《파멸의 사랑》(1862년)으로 자기 숙부를 모델로 한 격정 소설이며 또 사실주의적 경향을 나타낸 《미니오 이야기집》(1875년 - 1877년)은 전원 소설의 걸작이기도 하다. 이 이야기집 가운데서 주옥편이라고 할 수 있는 《마리아 모이제스》는 포르투갈 문학의 명장의 하나이며 이 밖에도 《에우제비오 마카리오》(1880년), 《플라진스의 브라질 태생 아내》(1882년) 등이 있다.